# Ilyarachna polita
Ilyarachna polita är en kräftdjursart som beskrevs av Bonnier 1896. Ilyarachna polita ingår i släktet Ilyarachna och familjen Munnopsidae. Inga underarter finns listade i Catalogue of Life.